# Sąd Rejonowy (Węgry)
Sąd Rejonowy – węgierski sąd pierwszej instancji, przed którym rozpoczyna się na Węgrzech procedura sądowa. Sąd rejonowy na Węgrzech rozpatruje sprawy z zakresu: prawa karnego, prawa cywilnego i prawa handlowego. Na Węgrzech znajduje się 111 oddziałów Sądów Rejonowych, z czego 6 mieści się w Budapeszcie.